# Kirchberg im Wald
Pour les articles homonymes, voir Kirchberg.
Kirchberg im Wald est une commune de Bavière (Allemagne), située dans l'arrondissement de Regen, dans le district de Basse-Bavière.

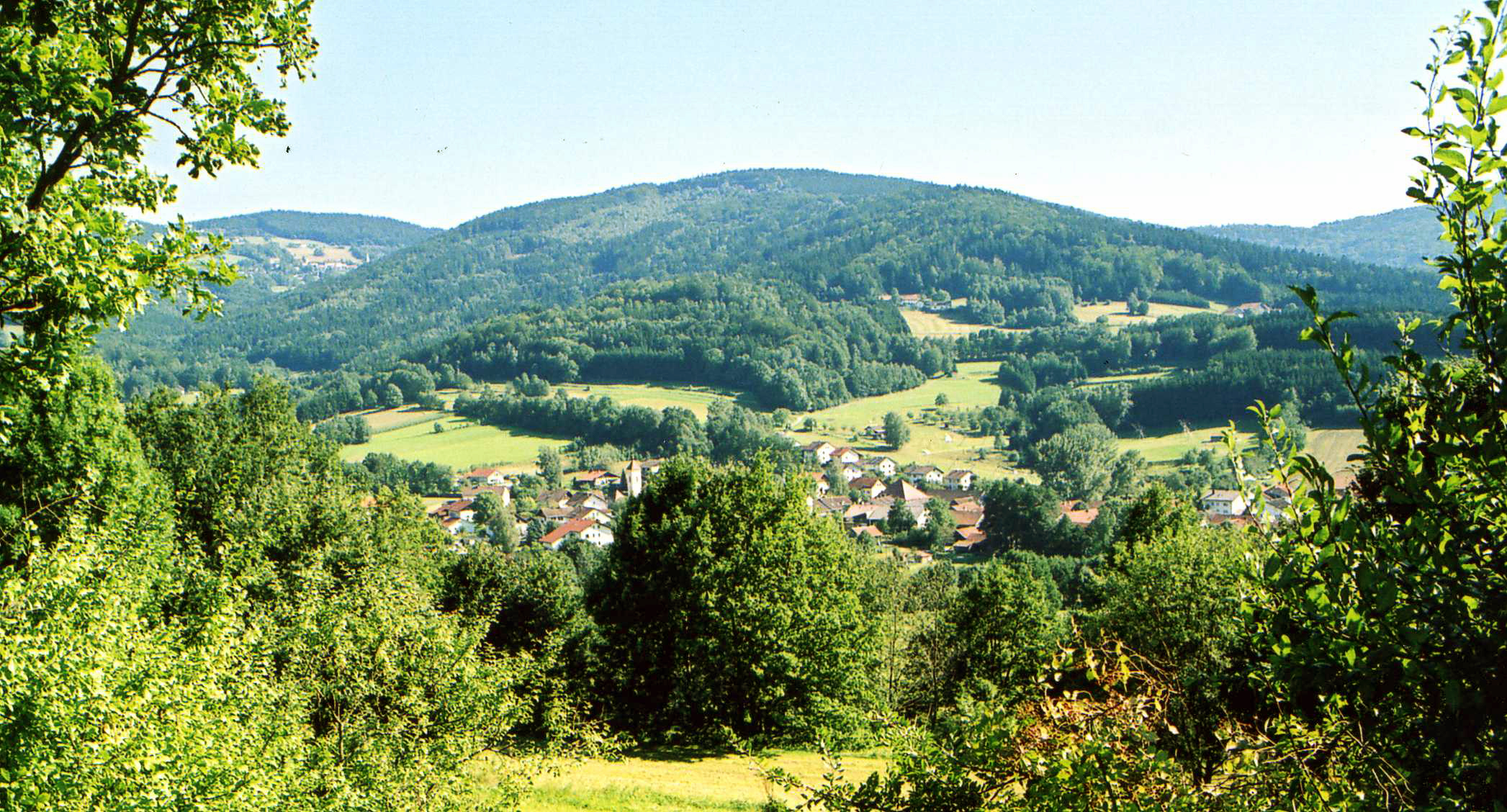
En août 2005